# Don Matías
Don Matías là một khu tự quản thuộc tỉnh Antioquia, Colombia. Thủ phủ của khu tự quản Don Matías đóng tại Don Matías Khu tự quản Don Matías có diện tích 181 ki lô mét vuông. Đến thời điểm ngày 28 tháng 5 năm 2005, khu tự quản Don Matías có dân số 12332 người.